# 코다 무네마루
코다 무네마루(일본어: 幸田 宗丸, 1920년 5월 30일 ~ 1998년 7월 9일)는 일본의 배우이다.
1998년 7월 9일 담관 암으로 별세했다.

## 출연작

### TV 프로그램
- 《특별 기동 수사대》: 경시총감
- 《오오카 에치젠》
- 《가면라이더 슈퍼1》: 겐카이 노사
- 《초전자 바이오맨》: 독타맨
- 《오성전대 다이레인저》: 고마 쥬고세